# Campodipietra
Campodipietra ist eine italienische Gemeinde (comune) mit 2425 Einwohnern (Stand 31. Dezember 2023) in der Provinz Campobasso in der Region Molise. Die Gemeinde liegt etwa 6,5 Kilometer östlich von Campobasso.

## Geschichte
Die St.-Martins-Kirche in Campodipietra entstand auf den Resten einer Burg deutscher Söldner aus dem 13. Jahrhundert.

## Verkehr
Durch die Gemeinde führt die Strada Statale 645 Fondo Valle del Toppino von Campobasso zur Strada Statale 17 in östlicher Richtung.